# Sauðárfoss
Sauðárfoss (in lingua islandese: cascata del Sauðá) era una cascata situata nella regione dell'Austurland, nella parte orientale dell'Islanda.

## Descrizione
La cascata era situata lungo il corso del fiume Sauðá í Sauðárdal, che si forma sul bordo settentrionale del ghiacciaio Brúarjökull, alimentato sia dal ghiacciaio che da bacini artificiali; il fiume andava a confluire nel Jökulsá á Brú, di cui era un affluente di sinistra, mentre attualmente invece va a terminare il suo corso nel bacino idroelettrico Hálslón. La cascata, che formava un salto di 20 metri, era situata in prossimità della confluenza tra i due fiumi. 
Il bacino idroelettrico Hálslón si è formato in seguito alla costruzione di una grande diga che ha sbarrato il corso del fiume; il bacino è stato realizzato per alimentare la centrale elettrica di Kárahnjúka. Il riempimento del bacino, oltre a bloccare la valle del Sauðárdalur entro cui scorre il fiume, ha comportato la scomparsa delle cascate Sauðárfoss e Töfrafoss. In compenso, quando il bacino è pieno, il trabocco dell'acqua in eccesso va a formare la cascata temporanea Hverfandi, il cui nome significa la cascata che scompare.